# 一氧化铝
一氧化铝是一种无机化合物，化学式为AlO。目前已经通过镀铝灭火弹在上层大气中的爆炸在气相中检测到它，在星际吸收光谱也有存在。